# Bala Deh
Vālāshār (farsi والاشهر) è una città dello shahrestān di Kazerun, circoscrizione di Jarreh e Bala Deh, nella provincia di Fars. Aveva, nel 2006, una popolazione di 3.936 abitanti.